# Timothy Thatcher
Timothy Thatcher (* 17. März 1983 in Alameda County, Kalifornien) ist ein amerikanischer Wrestler. Er ist derzeit Free Agent.

## Wrestling-Karriere

### Anfänge (2005–2013)
Moura gab sein Pro-Wrestling-Debüt im September 2005, für Supreme Pro Wrestling in einem Match gegen Drake Smith. Er wechselte zwischen den Ringnamen Tim Moura und Timothy Thatcher und trat in verschiedenen Promotionen auf, darunter Supreme Pro Wrestling, All Pro Wrestling, Pro Wrestling Bushido, Championship Wrestling from Hollywood und Pro Wrestling Guerrilla. Thatcher arbeitete später für Insane Championship Wrestling und Source Wrestling, Preston City Wrestling, Progress Wrestling, Southside Wrestling Entertainment und Westside Xtreme Wrestling, wo er Unified World Wrestling Champion und World Tag Team Champion war. Thatcher wurde Triple Crown Champion im Supreme Pro Wrestling und gewann die SPW Extreme Championship, Heavyweight Championship sowie die Tag Team Championship. Während seiner Zeit bei All Pro Wrestling wurde Thatcher zweimaliger APW Universal Heavyweight Champion und zweimaliger APW Worldwide Internet Champion.

### Westside Xtreme Wrestling (2013–2019)
Thatcher debütierte 2013 während des Ambition 4 Turniers von Westside Xtreme Wrestling in einem Match gegen Heddi Karaoui. In der folgenden Nacht nahm er auch am Back to the Roots XII-Event von wXw teil und verlor gegen Axel Dieter Jr. Während seiner Zeit bei wXw wurde Thatcher ein Mal wXw World Tag Team-Champion (zusammen mit Walter) und ein Mal wXw Unified Wrestling-Weltmeister. Während seiner langen Karriere bei wXw bildete er mit Walter und Marcel Barthel die Gruppierung „Ringkampf“.

### Evolve (2014–2019)
Thatcher gab sein Evolve-Debüt bei Evolve 31 in einer Round Robin Challenge und verlor gegen Drew Gulak. Bei Evolve 45 gewann er sowohl die Open the Freedom Gate-Championship als auch die Evolve Championship. Thatcher war der am längsten amtierende Evolve Champion in der Geschichte der Promotion, bis er am 25. Februar 2017 bei Evolve 79 gegen Zack Sabre Jr. verlor und seine Regentschaft nach 596 Tagen endete. Damit stellte er Drew Galloways 336 Tage langen Rekord ein.

### World Wrestling Entertainment (2020–2022)
Am 2. Februar 2020 wurde berichtet, dass er einen Entwicklungsvertrag mit der WWE unterzeichnet hat. In der NXT-Ausgabe vom 15. April wurde Thatcher als Tag Team Partner von Matt Riddle bekannt gegeben und ersetzte Pete Dunne, der wegen der weltweiten COVID-19-Pandemie nicht reisen konnte. Dadurch verteidigte er mit Riddle die NXT Tag Team Championship bei der NXT-Ausgabe vom 13. Mai. Die beiden verloren die Titel an Imperium Marcel Barthel und Fabian Aichner. Dies führte zu einer Fehde zwischen ihm und Riddle, welche er nach einem spektakulär inszenierten Käfigkampf gewann. In der NXT-Folge vom 17. Juni debütierte er mit einem neuen Gimmick eines Submission-Spezialisten. Bei NXT TakeOver: WarGames IV am 6. Dezember 2020 bestritt er ein Match gegen Tommaso Ciampa, dieses verlor er jedoch. Am 5. Januar 2022 wurde er von WWE entlassen.

## Titel und Auszeichnungen
- All Pro Wrestling
  - APW Universal Heavyweight Championship (2×)
  - APW Worldwide Internet Championship (2×)

- Championship Wrestling from Hollywood
  - CWFH Heritage Tag Team Championship (1×) mit Drew Gulak
  - UWN Tag Team Championship (1×) mit Drew Gulak

- DDT Pro-Wrestling
  - Ironman Heavymetalweight Championship (1×)

- Evolve
  - Evolve Championship (1×)
  - Open the Freedom Gate Championship (1×)
  - Style Battle Tournament (2014)

- Pacific Northwest Wrestling
  - Pacific Northwest Light Heavyweight Championship (1×)

- Pro Wrestling Bushido
  - PWB Heavyweight Championship (1×)

- Supreme Pro Wrestling
  - SPW Heavyweight Championship (1×)
  - SPW Extreme Championship (1×)
  - SPW Tag Team Championship (1×) mit Drake Frost

- Westside Xtreme Wrestling
  - wXw Unified World Wrestling Championship (1×)
  - wXw World Tag Team Championship (1×) mit Walter
  - Ambition 9 (2018)
  - Road to 16 Carat Gold Tournament (2016)
  - World Tag Team League (2017) mit Walter
  - Shortcut to the Top (2019)

- Wrestling Cares Association
  - WCA Golden State Tag Team Championship (1×) mit Oliver John

- Pro Wrestling Illustrated
  - Nummer 71 der Top 500 Wrestler in der PWI 500 in 2016